# بندیکت (نام خانوادگی)
بندیکت (به انگلیسی: Benedict) یک نام‌خانوادگی رایج است که از واژهٔ لاتین به معنای «خجسته» می‌آید.
بندیکت ممکن است به یکی از موارد زیر اشاره داشته باشد:
- درک بندیکت (نام مستعار، زادهٔ ۱۹۴۵)، بازیگر آمریکایی
- اد بندیکت (۱۹۱۲–۲۰۰۶)، پویانمای آمریکایی
- پال بندیکت (۱۹۳۸–۲۰۰۸)، بازیگر آمریکایی
- ریچارد بندیکت (۱۹۲۰–۱۹۸۴)، بازیگر فیلم و تلویزیون زادهٔ ایتالیا
- راب بندیکت (زادهٔ ۱۹۷۰)، بازیگر تئاتر و تلویزیون ایتالیایی
- روث بندیکت (۱۸۸۷–۱۹۴۸)، انسان‌شناس آمریکایی